# Sivi ćuk
Sivi ćuk, nekad zvan obični, (lat. Athene noctua) je vrsta malene, kratkorepe sove iz porodice sova (Strigidae). Areal ove vrste prostire se od sjeverne Afrike do Euroazije.
Sivi ćuk je u antičkoj Grčkoj smatran pticom mudrosti i bio je simbol božice Atene. Odatle potječe i znanstveni naziv, koji znači "noćna Atena". U srednjoj Europi se već godinama smanjuje broj običnih ćukova. Glavni razlog ovog pada je uništavanje staništa s odgovarajućim uvjetima za život.

## Rasprostranjenost
Areal ove vrste prostire se od sjeverne Afrike do Euroazije. U srednjoj Europi se već godinama smanjuje broj sivih ćukova. Glavni razlog ovog pada je uništavanje staništa s odgovarajućim uvjetima za život. Uobičajeni je stanovnik otvorenih područja kao što su pomiješano obrađeno zemljište i šumarci. Jednom izabrano područje uglavnom drži nekoliko godina, a ponekad i cijeli život. 

## Opis i ponašanje
Ovisno o terenu, može se gnijezditi u rupama u drveću, obalama rijeka, liticama, zidovima ili zgradama. Ima zdepasto tijelo, široku glavu s ravnim tjemenom i duge noge. Držanje mu obično nije tako uspravno kao kod drugih sova. Pravi naklone i čučnjeve kad je uzbuđen. Rado koristi stupove, električne žice i sl. kao osmatračnice. Leti valovito kao djetlić. Može treptati. Lovi veliki broj životinjskih vrsta: glodavce, ptice, kukce, crve itd. Aktivanje  po danu i noći. Teritorijalni zov se lako razlikuje od zova ćuka, izvučeniji je i raste na kraju, "gooo(e)k". Ženka ima falsetto verziju. Često se čuje glasno, prodorno mjaukanje "kEEoo". Znak za opasnost je vrištavo, eksplozivno, slično čigrama "kyitt, kyitt". Mladi mole hranu izvučenim šištanjem.

## Vanjske poveznice
- Glasanje, snimci, fotografije  Arhivirana inačica izvorne stranice od 13. srpnja 2016. (Wayback Machine) na Internet Bird Collection
- Opis
- Stranica za zaštitu običnih ćukova
- Očuvanje